# Bond 875-serie
De Bond 875-serie is een kleine serie driewielige auto's die door Lawrie Bond was ontworpen en door Bond Cars Ltd. in Preston werd geproduceerd van 1965 tot in 1969 en daarna nog een half jaar door de Reliant Motor Company in dezelfde fabriek.

## Voorgeschiedenis
Lawrie Bond had in 1948 een boodschappenauto voor zijn vrouw Pauline gebouwd. Die auto werd door Sharp's Commercials Ltd. in productie genomen als de Bond Minicar. Het was een driewieler met een zeer lichte 122cc-Villiers-tweetaktmotor. De auto werd een succes omdat hij ook met een motorrijbewijs bestuurd mocht worden en veel motorrijders na het stichten van een gezin behoefte hadden aan een ruimer en comfortabeler vervoermiddel. De Bond Minicar werd in de volgende jaren doorontwikkeld en kreeg uiteindelijk een 250cc-motor, maar wijzigingen in de belastingtarieven voor vierwielige auto's en de komst van kleine auto's zoals de Mini maakten het financieel steeds minder interessant een Bond Minicar aan te schaffen. Bovendien konden motorrijders ook kiezen voor de veel sterkere en ruimere Reliant Regal. Lawrie Bond had zijn ontwerp in 1948 verkocht aan Sharp's Commercials. Dat de naam "Bond" nog steeds gebruikt werd kwam omdat hij dat bij de verkoop had bedongen. Hij bleef wel als adviseur en ontwerper betrokken bij de Bond Minicars. De naam van Sharp's Commercials werd in 1964 zelfs veranderd in "Bond Cars Ltd.". 

## Bond 875 Saloon

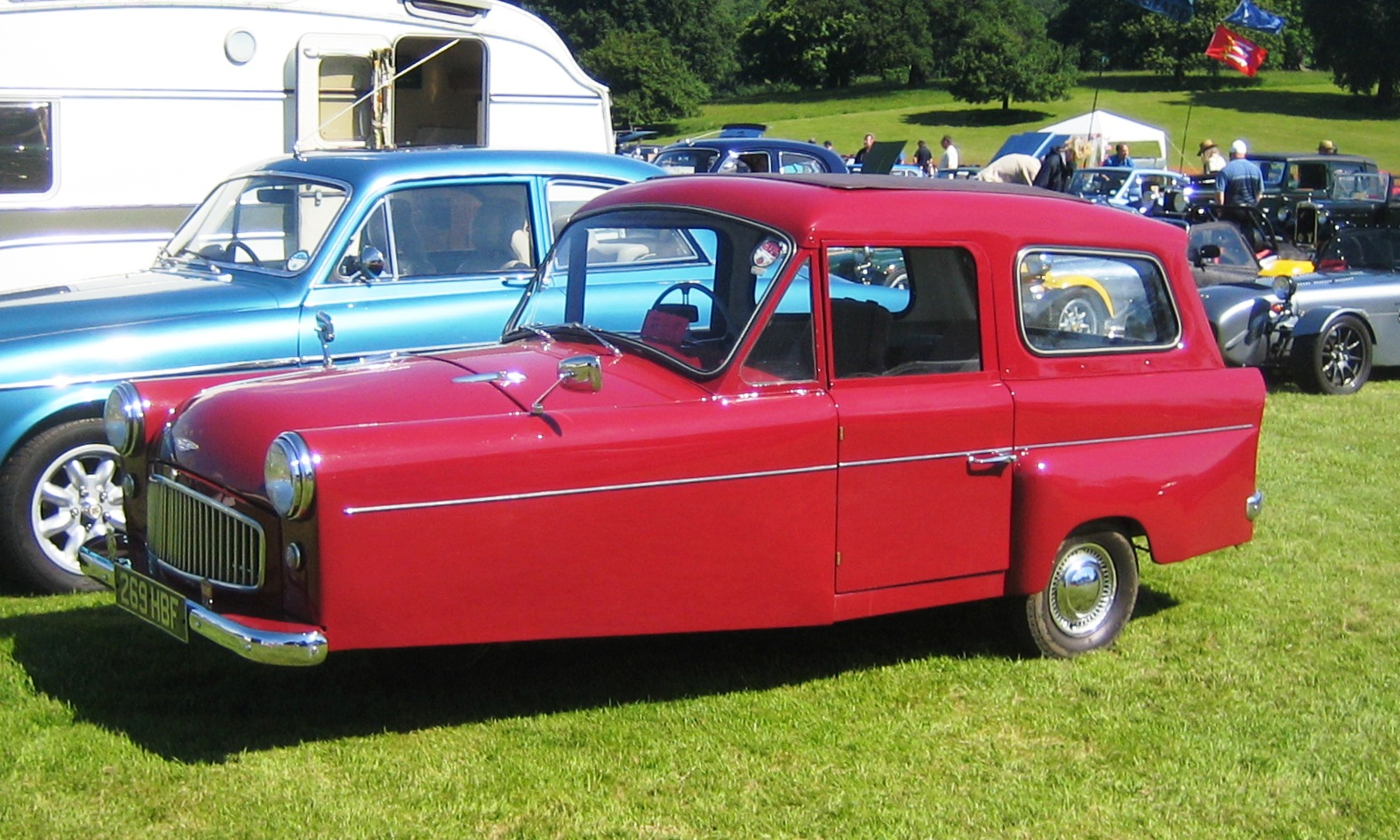
De voorganger: Bond 250 G Estate

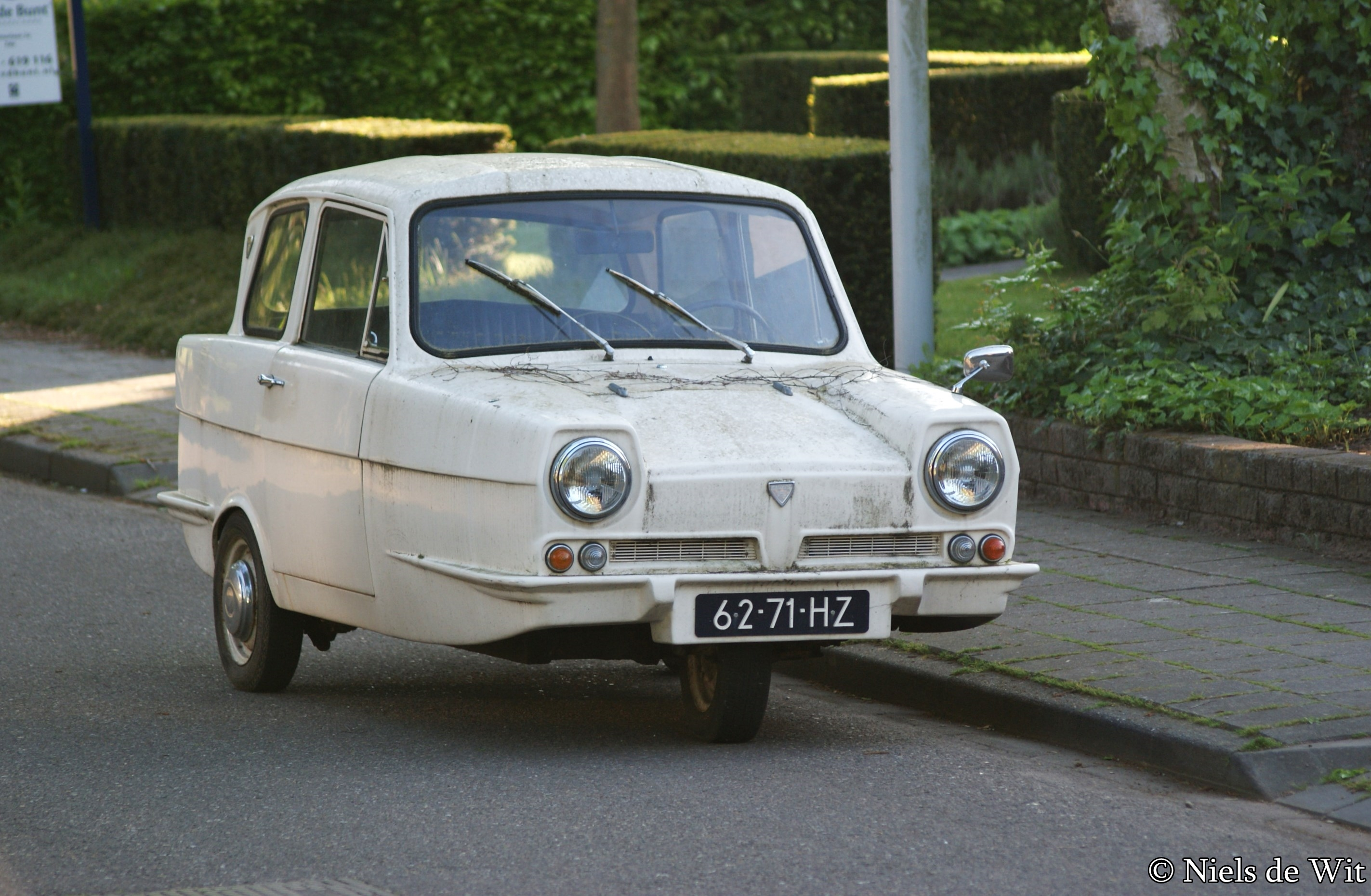
De concurrent: Reliant Regal

In augustus 1965 werd de Bond 875 Saloon gepresenteerd, hoewel de productie pas in de zomer van 1966 op gang kwam. De driewieler had een 875cc-Coventry Climax-viercilindermotor die stamde van de Hillman Imp, maar dit was de versie met een verlaagde compressieverhouding van 8:1, zoals in de Commer Imp bestelwagen werd gebruikt. Desalniettemin leverde de motor een vermogen van 34 pk, een groot verschil met de 14,6 sterke Villiers-motor van de Bond 250 G, de Minicar die op dat moment nog geleverd werd. De motor lag nu ook achterin, waardoor er voorin een behoorlijke bagageruimte ontstond. Op die manier was het hele aandrijfsysteem feitelijk gelijk aan dat van de Hillman Imp, want ook de versnellingsbak, de eindaandrijving, de wielophanging en de wielen waren overgenomen. Door het gebruik van glasvezel en aluminium was de Bond 875 veel lichter dan de Hillman Imp, minder van 400 kg, terwijl door de lage compressieverhouding ook goedkope "2 star"-benzine met een laag octaangetal getankt kon worden. Het interieur bleef tamelijk spartaans, omdat men de 400 kg niet mocht overschrijden zodat de auto niet alleen voor de bezitters van een motorrijbewijs bruikbaar bleef, maar ook binnen het lagere tarief van de motorrijtuigenbelasting voor motorfietsen bleef. 
Bond Cars had uiteraard geen sportieve aspiraties met de 875, maar toch werd de auto enkele malen het circuit opgestuurd. In 1965 reed John Surtees de auto op Brands Hatch, waar hij een snelheid van meer dan 100 km/uur haalde. In 1966 werd de auto op Silverstone bereden, waar ruim 122 km/uur werd gehaald. De Bond 875 zou nooit in wedstrijden worden ingezet, maar wellicht wilde men de motorrijdende klanten toch overtuigen met prestaties ten opzichte van de wat gezapige Reliant Regal. In september 1966 testte het blad Autocar een Bond 875. Dat stelde een topsnelheid van 133,3 km/uur en een gemiddeld brandstofverbruik van 8,2 liter per 100 km vast. Dat was beter dan een Morris Mini 850, maar de prijs van de Bond 875, £ 506, lag ook hoger dan die van de Mini, die slechts £ 478 kostte. Toch stelden de testers ook nadelen vast: de 875 was op hogere snelheid instabiel en de afwerking - vooral van de stoelen - was slecht. 

### Bond 875 Ranger en Bond 875 Ranger Mark II

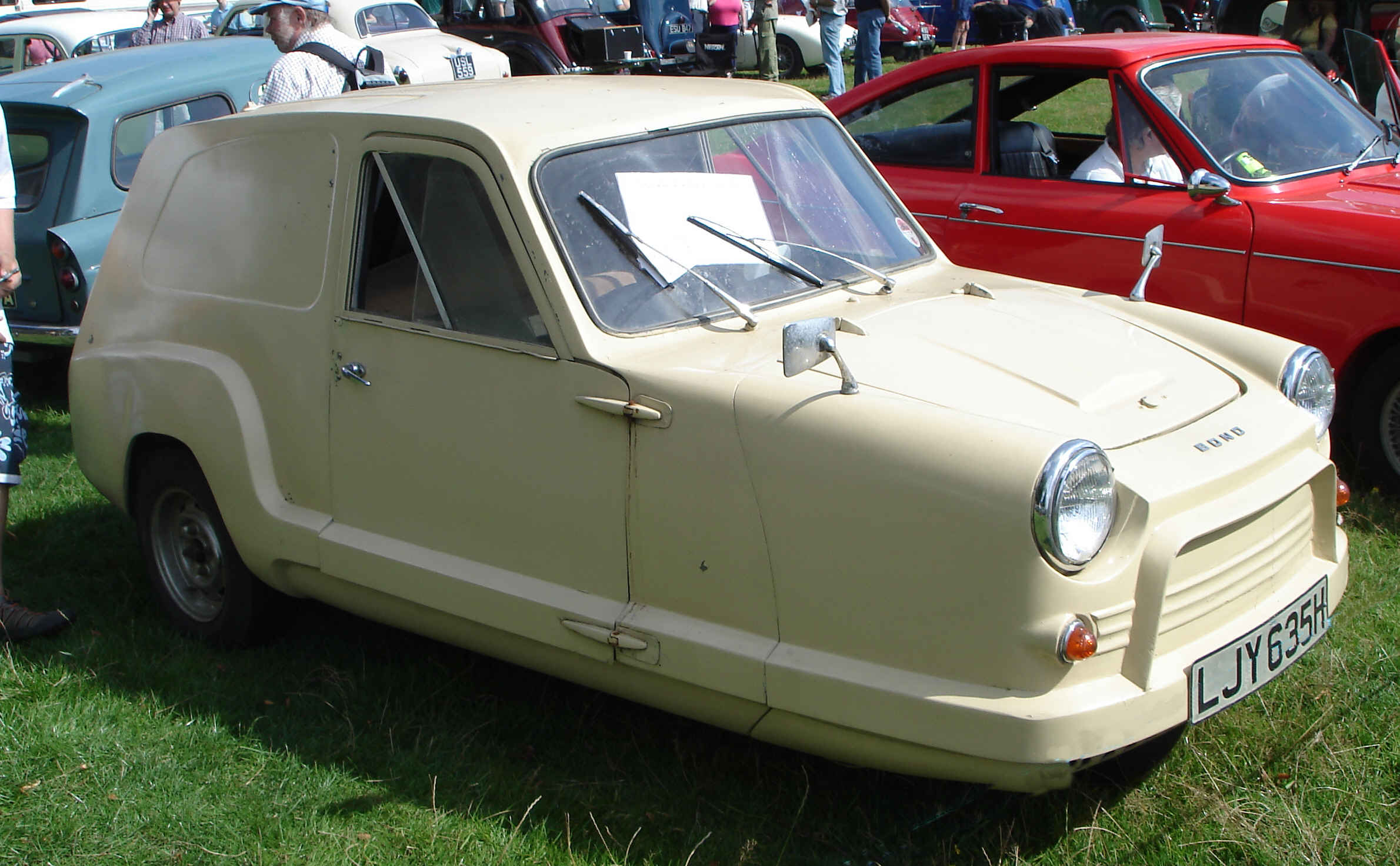
Bond 875 Ranger

Zoals bij de Bond Minicars gebruikte men de naam "Ranger" voor bestelwagens. In 1967 verscheen de Bond Ranger, die al in april 1968 werd opgevolgd door de Bond 875 Ranger Mark II, die rechthoekige koplampen, een andere grille, verwarming en een grotere laadklep kreeg. De laadruimte van de Bond 875 was wel beperkt omdat de motor ook al achterin lag. 

### Bond Suitcase
Vanwege het gebrek aan bagageruimte omdat de motor achterin lag en het sturende wiel in het midden zat, bracht Bond een dakkoffer op de markt, die precies gevormd was om dwars over het dak van de 875 te passen. De koffer had ook een handgreep, zodat hij als een normale koffer gedragen kon worden.
In februari 1969 werd Bond Cars Ltd. overgenomen door de Reliant Motor Company. Alle Bond-modellen verdwenen in 1970 van de markt en ook de fabriek in Preston werd gesloten.